# 民主労総女組合員強姦未遂事件
民主労総女組合員強姦未遂事件（みんしゅろうそう おんなくみあいいん ごうかんみすいじけん、朝鮮語: 민주노총조합원성폭력미수사건）とは、2008年12月に、大韓民国京畿道高陽市で起きた全国民主労働組合総連盟（民主労総）の組織強化委員長が連盟の下部組織全国教職員労働組合（全教組）の女子組合員に強姦未遂事件。しかし、民主労総と全教組は加害者を弁護して問題となった。